# 刈谷藩
刈谷藩（かりやはん）は、三河国に存在した藩の一つ。江戸時代の名称は刈屋藩。藩庁は刈谷城（亀城。現在の愛知県刈谷市城町）に置かれた。

## 沿革
戦国時代、刈谷の地は徳川家康の生母・於大の方の実家である水野氏が支配していた。於大の父・水野忠政は松平氏とともに今川方の豪族であったが、刈谷城を築城し、緒川から刈谷に本拠地を移した。子の水野信元（於大の兄）は今川氏を離れ織田氏と同盟関係を結んだが、後に佐久間信盛の讒言にあい、武田勝頼との内通を疑われて殺害された。この時、一族郎党は離散し一時的に水野氏は滅亡した。しかし刈谷を領した佐久間信盛もまた信長の命令で高野山追放となり、信長は信元の弟の水野忠重に刈谷を与え、織田信忠の与力とした。小牧・長久手の戦いでは織田信雄・家康に味方して功を挙げ、その後は豊臣秀吉に仕えて伊勢国神戸に移封されたが、後に刈谷に復帰する。慶長5年（1600年）の関ヶ原の戦いにおいて、忠重は東軍に与したが、西軍で美濃加賀野井城主であった加賀井重望によって殺害された。その後、子の水野勝成が跡を継ぎ、東軍に与して武功を挙げたことから関ヶ原後も所領を安堵され、大坂夏の陣では大和口の幕府軍を指揮する功を挙げ、元和元年（1615年）7月21日に大和国郡山へ移封される。
元和2年（1616年）4月3日、勝成の弟・水野忠清が上野小幡藩より2万石で入る。しかし、忠清は寛永9年（1632年）8月11日に三河吉田藩へ移封される。入れ替わりで松平忠房が3万石で入るが、慶安2年（1649年）2月28日に丹波福知山藩へ移封される。
伊勢桑名藩主・松平定勝の六男・松平定政が伊勢長島藩より2万石で入るが、慶安4年（1651年）の家光没後に定政は剃髪し、所領を江戸幕府に返上するという書状を幕府の宿老・井伊直孝に提出した。このため7月18日、幕府は定政が発狂したとして改易に処し、伊予松山藩主・松平定行に身柄を預けた。
その後、刈谷藩は廃されて幕府領となったが、9月19日に稲垣重綱が越後三条藩より2万3000石で入ることで、再び立藩する。その後、第2代藩主・稲垣重昭時代の承応3年（1654年）3月3日、従弟の稲垣昭友に3000石を分与したため、2万石となる。そして第3代藩主・稲垣重富時代の元禄15年（1702年）9月7日に上総大多喜藩へ移封される。
入れ替わりで阿部正春が1万6000石で入るが、第2代藩主・阿部正鎮時代の宝永7年（1710年）5月23日、上総佐貫藩へ移封される。
越後村上藩より本多忠良が5万石で入るが、正徳2年（1712年）7月12日に下総古河藩へ移封。
日向延岡藩より三浦明敬が2万3000石で入るが、第3代藩主・三浦義理時代の延享4年（1747年）2月11日に三河西尾藩へ移封と、短期間の藩主家の交替が相次ぎ、支配が定着しなかった。
三浦義理と入れ替わりで土井利信が2万3000石で入り、以後は土井家による支配が定着した。この刈谷における土井家の藩主にはいずれも実子がなく、藩主には他家から養子を迎えることが多かったが、9代にわたって刈谷の地を支配している。土井利徳は天明3年（1783年）に儒学者の秦子恭を招聘して藩校の文礼館をひらいた。寛政2年（1790年）、第3代藩主・土井利制の時に調達金をめぐり、領村42か村による寛政一揆が発生し、幕府より村替えの処罰を受ける（2万3000石のうち1万3000石を陸奥福島藩と領地替え）。
藩校の文礼館は一時期途絶えたが、1868年（慶応4年）に再興されて1871年（明治4年）まで続いた。明治2年（1869年）の版籍奉還で、最後の藩主・土井利教は刈谷藩知事に任じられ、明治4年（1871年）7月14日の廃藩置県で刈谷藩は消滅し、刈谷県を経て額田県に合併された。

## 歴代藩主

### 水野家〔宗家〕
3万石（譜代）
1. 水野勝成（かつなり）従五位下。日向守。

### 水野家
2万石（譜代）
1. 水野忠清（ただきよ）従五位下。隼人正。大坂加番。

### 松平（深溝）家
3万石（譜代）
1. 松平忠房（ただふさ）従五位下。主殿頭。大坂加番。

### 松平（久松）家
2万石（譜代）
1. 松平定政（さだまさ）従五位下。能登守。御小姓。小姓組番頭

### 幕府直轄領
- 慶安4年（1651年）7月18日 - 9月19日。

### 稲垣家
2万3000石→2万石（譜代）
1. 稲垣重綱（しげつな）従五位下。摂津守。
2. 稲垣重昭（しげあき）従五位下。信濃守。大坂加番。
3. 稲垣重富（しげとみ）従五位下。和泉守。奥詰。御小姓。若年寄。

### 阿部家
1万6000石（譜代）
1. 阿部正春（まさはる）従五位下。伊予守。
2. 阿部正鎮（まさたね）従五位下。因幡守。

### 本多家
5万石（譜代）
1. 本多忠良（ただよし）従四位下。中務大輔。侍従。側用人。

### 三浦家
2万3000石（譜代）
1. 三浦明敬（あきひろ）従五位下。壱岐守。奏者番。若年寄。
2. 三浦明喬（あきたか）従五位下。壱岐守。
3. 三浦義理（よしさと）従五位下。志摩守。奏者番。若年寄。

### 土井家
2万3000石（譜代）
1. 土井利信（としのぶ）従五位下。伊予守。
2. 土井利徳（としなり）従五位下。山城守。
3. 土井利制（としのり）従五位下。兵庫頭。
4. 土井利謙（としかた）従五位下。伊予守。奏者番。大坂加番。
5. 土井利以（としもち）従五位下。淡路守。奏者番。
6. 土井利行（としひら）従五位下。大隅守。
7. 土井利祐（としすけ）従五位下。淡路守。大坂加番。
8. 土井利善（としよし）従五位下。大隅守。大坂加番。奏者番。寺社奉行。陸軍奉行。
9. 土井利教（としのり）従五位下。淡路守。

## 幕末の領地
- 三河国
  - 碧海郡のうち - 21村

熊村(509石6斗8升1合0勺0才0撮)・高浜村(1143石2斗6升4合0勺3才8撮)・吉浜村(1157石8斗5升3合0勺2才7撮)・築地村(326石0斗5升8合9勺9才0撮)・一ツ木村(717石4斗2升7合9勺7才9撮)・泉田村(1492石7斗5升9合0勺3才3撮)・今岡村(294石9斗1升0合0勺0才4撮)・小山村(880石8斗9升2合0勺2才9撮)・中田村(210石6斗5升3合0勺0才0撮)・八ツ橋村(640石1斗5升3合0勺1才5撮)・今川村(594石0斗8升3合0勺0才8撮)・東境村(527石6斗4升5合9勺9才6撮)・高取村(846石5斗5升9合0勺2才1撮)・高棚村(512石9斗2升2合9勺7才4撮)・知立町(1356石7斗5升5合9勺8才1撮)・刈谷町(812石6斗9升7合9勺9才8撮)・元刈谷村(891石7斗9升9合0勺1才1撮)・高津浪村(564石7斗3升6合0勺2才3撮)・井ヶ谷村(580石1斗5升6合9勺8才2撮)・新百姓村(114石5斗4升9合0勺0才4撮)・堤村(2011石2斗4升0合9勺6才7撮)
- - 宝飯郡のうち - 1村

形原新田(22石1斗9升1合9勺9才9撮)		
- 陸奥国（岩代国）
  - 伊達郡のうち - 11村

湯野村(1837石6斗9升7合0勺2才1撮)・塩野目村(483石8斗2升1合9勺9才1撮)・板谷内村(279石5斗3升2合9勺9才0撮)・増田村(631石3斗6升7合0勺0才4撮)・成田村(1335石1斗3升1合9勺5才8撮)・平沢村(221石6斗1升0合0勺0才1撮)・下郡村(715石9斗8升9合9勺9才0撮)・大浪村(1591石4斗5升3合0勺0才3撮)・岡村(706石8斗4升9合9勺7才6撮)・富沢村(1654石1斗1升0合9勺6才2撮)・下小国村(753石0斗3升0合2勺1才2撮)		